# Gregory Singkai
Gregory Singkai (* 1935 in Koromira, Territorium Neuguinea; † 12. September 1996) war ein papua-neuguineischer römisch-katholischer Geistlicher und Bischof von Bougainville.

## Leben
Gregory Singkai empfing am 17. Dezember 1966 das Sakrament der Priesterweihe für das Apostolische Vikariat Nördliche Salomon-Inseln (später Bistum Bougainville).
Am 1. Juli 1974 ernannte ihn Papst Paul VI. zum Bischof von Bougainville. Der emeritierte Bischof von Bougainville, Leo Lemay SM, spendete ihm am 24. November desselben Jahres in der Kirche St. Michel Tubiana auf Bougainville die Bischofsweihe; Mitkonsekratoren waren der Bischof von Gizo, Eusebius John Crawford OP, und der Weihbischof in Port Moresby, Louis Vangeke MSC.
Von 1984 bis 1987 fungierte Singkai zudem als Präsident der Bischofskonferenz von Papua-Neuguinea und den Salomoninseln.